# 粋な風来坊
『粋な風来坊』（いきなふうらいぼう）は、1946年（昭和21年）製作・公開、マキノ正博監督による日本の長篇劇映画である。

## 略歴・概要
マキノ正博（のちのマキノ雅弘）が所長在任時の松竹京都撮影所作品であり、製作と監督に名を連ねる。マキノの監督作としては、同年1月3日公開の『グランドショウ1946年』の次回作であり、松竹が配給し、同年2月28日に公開された。
主題歌の『粋な風来坊』（美ち奴）、『裾野の唄』（小野巡）はカップリングされて、映画の公開同月にテイチクレコード（現在のテイチクエンタテイメント）からリリースされている。
当時の「松竹京都撮影所」は下加茂にあり、同撮影所は1950年（昭和25年）、フィルム原版倉庫から火災が発生しており、同年以前に製作された作品の原版はすべて焼失している。本作もこの火災を免れられず、現存しないフィルムである。したがって本作の上映用プリントは、現在、東京国立近代美術館フィルムセンターには所蔵されてはいない。

## スタッフ・作品データ
- 製作・監督 : マキノ正博
- 脚本 : 小国英雄、陶山鉄
- 撮影 : 三木滋人
- 録音 : 服部満洲雄
- 音楽 : 大久保徳二郎
- 主題歌 : 
  - 「粋な風来坊」: 歌唱美ち奴、作詞萩原四朗、作曲鈴木哲夫
  - 「裾野の唄」: 歌唱小野巡、作詞萩原四朗、作曲細田義勝

- 製作 : 松竹京都撮影所
- 上映時間 （巻数 / メートル） : 86分 （9巻 / 2,346メートル）
- フォーマット : 白黒映画 - スタンダード・サイズ（1.33:1） - モノラル録音
- 公開日 :  日本 1946年2月28日
- 配給 :  松竹

## キャスト
- 佐野周二 - 小池文之進
- 山内明 - 山本清太郎
- 笠智衆 - 山本長五郎
- 新妻四郎 - 大政
- 黒澤健二 - 小政
- 尾上多見太郎 - 仙右衛門
- 三井秀男 - 源太郎
- 土佐龍兒 - 岩五郎
- 興津光 - 円蔵
- 福井松之助 - 斧八
- 広沢虎造 - 虎吉
- 杉狂児 - 文助
- 玉島愛造 - 甚兵衛
- 藤間林太郎 - 伏谷如水
- 河村黎吉 - 津向文吉
- 大藤亮 - 友蔵
- 中川健三 - 久五郎
- 南光明 - 大村伝蔵
- 島田照夫 - 市蔵
- 静山繁男 - 見受山鎌太郎
- 宇野健之助 - 江尻の大熊
- 井上晴夫 - 寺津の間之助
- 川路龍子 - お春
- 朝霧鏡子 - お光
- 槙芙佐子 - おすぎ
- 松浦築枝 - お梶

## 註
1. 1 2  粋な風来坊、日本映画データベース、2010年2月18日閲覧。
2. ↑  マキノ雅弘、日本映画データベース、2010年2月18日閲覧。
3. ↑  所蔵映画フィルム検索システム、東京国立近代美術館フィルムセンター、2010年2月18日閲覧。